# مملكة كاماتا
مملكة كاماتا (تنطق: ˈkʌmətɑ) هي مملكة تأسست غرب كاماروبا، على الأرجح عندما نقل سانديا، حاكم كاماروباناغارا، عاصمته غربًا إلى كاماتابور في وقت ما بعد عام 1257 م. وتسمى هذه المملكة أحيانًا باسم مملكة كاماروبا – كاماتا لأنها تأسست على أرض مملكة كاماروبا القديمة، وكانت تغطي معظم الأجزاء الغربية منها.
وقد غطت المملكة مناطق المقاطعات الحالية غير المقسمة في كامروب وغولبارا وجالبيغوري وكوتش بيهار في الهند ورنكبور والأجزاء الشمالية من ميمينسينغ في بنغلاديش. يمثل صعود مملكة كاماتا نهاية الفترة القديمة من تاريخ آسام وبداية فترة العصور الوسطى. كان آخر الحكام هم الخين، الذين نزحوا لاحقًا في عام 1498 على يد علاء الدين حسين شاه، الحاكم التركي الأفغاني لغاودا. على الرغم من أن حسين شاه طور هياكل إدارية ممتدة، لكنه فقد السيطرة السياسية على اتحاد بارو بهويان في غضون بضع سنوات.
أنهى الملك بيسا سينغها اتحاد بارو بهويان، وأسس سلالة كوتش بعدها في عام 1515. كان الكوتش آخر من أطلقوا على أنفسهم لقب Kamateshwars (حكام كاماتا)، لكن تأثيرهم كان واسعًا وبعيد المدى لدرجة أن مملكتهم في بعض الأحيان تسمى مملكة كوتش. في نفس القرن، انقسمت المملكة إلى قسمين: كوتش بيهار وكوتش هاجو. سرعان ما ضُمت المملكة الشرقية كوتش هاجو إلى مملكة أهوم في القرن السابع عشر. استمر الجزء الغربي من مملكة كاماتا، كوتش بيهار، تحت حكم فرع من سلالة كوتش، ثم اندمج لاحقًا مع الأراضي الهندية بعد استقلال الهند عن الاحتلال البريطاني. وتعتبر الحدود بين كوتش بيهار وكوتش هاجو هي تقريبًا نفس الحدود بين ولاية البنغال الغربية وآسام اليوم.

## حكام مملكة كاماتا

### الحكام الأوائل
كان ساندهيا حاكم كاماروباناغارا، عاصمة كاماروبا السابقة. بعد الصمود في وجه هجوم الملك إختيار الدين يوزباك، والذي قُتل فيه يوزباك (عام 1257)، بعد ذلك نقل ساندهيا عاصمته إلى كاماتابور، بالقرب من بلدة كوتش بيهار الحالية. نصب ساندهيا نفسه كاماتيسوارا وأصبحت المملكة تعرف باسم كاماتا.
- ساندهيا  (1228-1260)
- سيندهو راي  (1260–1285)
- روب نارايان  (1285–1300)
- سنغدهواج  (1300-1305)

### حكام الفترة الوسطى
كان براتابدهفاج وزيرًا في عهد سينغهادهفاج عندما اغتصب السلطة. وعند وفاته، استولى ابن عمه دهارما ناريان على السلطة. ثم تحداه ابن براتابدهفاج، واسمه دورلابه نارايان، وقررا تسوية الصراع. تولى دورلابه نارايان السلطة على كامروب، وغولبارا، وجالبايغوري، وكوتش بيهار، إلى جانب العاصمة كاماتابور، بينما احتفظ دهارما نارايان بمدن رنكبور وميمينسينغ. وكجزء من التسوية بينهما نحو عام 1330، حصل دورلابه نارايان من دهارما نارايان على وصاية أربع عشرة عائلة من البراهمة والكاياث، من بينهم كانديفارا، الجد الأكبر لسانكاردف. أنتج شعراء البلاط في عهد دورلابه نارايان (هيما ساراسواتي وهاريفارا فيبرا) وإندرا نارايان أعمالًا أدبية تعتبر أول الأمثلة على بدايات اللغة الآسامية.
- براتابدهفاج (1305-1325)
- دهارما نارايان (1325–1330)
- دورلابه نارايان  (1330–1350)
- إندرا نارايان  (1350–1365)

### حكم بارو بهويان
أدى غزو آسام من قبل سيكندر شاه (1357–1390) إلى إضعاف إندرا نارايان. على الرغم من أن شاه اضطر إلى الانسحاب من وسط ولاية آسام بسبب هجوم فيروز شاه تغلق على البنغال، إلا أن إندرا نارايان تضرر بما فيه الكفاية لدرجة أن بهويان من دارانغ، أريماتا، كان قادرًا على اغتصاب السلطة.
- ساسانكا (أريماتا)  (1365–1385)
- غاجانكا  (1385-1400)
- سكرانكا (1400-1415)
- مريغانكا  (1415-1440)